# ستيف ويسينويسكي
ستيف ويسينويسكي (بالإنجليزية: Steve Wisniewski)‏ هو لاعب كرة قدم أمريكية أمريكي، ولد في 7 أبريل 1967 في روتلاند في الولايات المتحدة.

## وصلات خارجية
- ستيف ويسينويسكي على موقع مرجع كرة القدم المحترفة.كوم (الإنجليزية)